# Gilda Gray
Gilda Gray (24 de octubre de 1901 – 22 de diciembre de 1959) fue una actriz y bailarina polaca, conocida como The Shimmy Queen (La Reina Shimmy) por popularizar un baile llamado "shimmy", el cual se puso de moda en producciones teatrales y cinematográficas de los años 1920.

## Primeros años. 'El Shimmy'
Su verdadero nombre era Marianna Michalska, y nació en Cracovia, Polonia, que formaba parte en aquel momento del Imperio austrohúngaro. Sus padres, Max y Wanda Michalski, su hermana Josephine y ella, emigraron a los Estados Unidos en 1909 asentándose en Milwaukee, Wisconsin. 
Cuando Marianna tenía 14 o 15 años de edad, se casó con John Gorecki, un violinista hijo del socialista y líder sindical Martin Gorecki. La pareja, que se divorció en 1923, tuvo un hijo, Martin Gorecki, que fue líder de banda bajo el nombre de Martin Gray. Un artículo en Time Magazine publicado en 1960, y que la recordaba tras su fallecimiento, afirmaba que Gilda Gray tenía once años en el momento del matrimonio, y que fue madre a los doce.
Aunque se dice que el shimmy fue presentado al público americano por Gray en Nueva York en 1919, el término ya se utilizaba con anterioridad. Algunas fuentes afirman que su shimmy nació una noche en la que cantaba el Star Spangled Banner y olvidó parte de la letra. Ella disimuló su vergüenza sacudiendo los hombros y la cadera. Aunque era un movimiento de baile conocido, Marianna lo hizo propio y, cuando se le preguntaba sobre su estilo de baile, ella contestaba que estaba zarandeando la camisa (chemise, que sonaba como shimmy). 

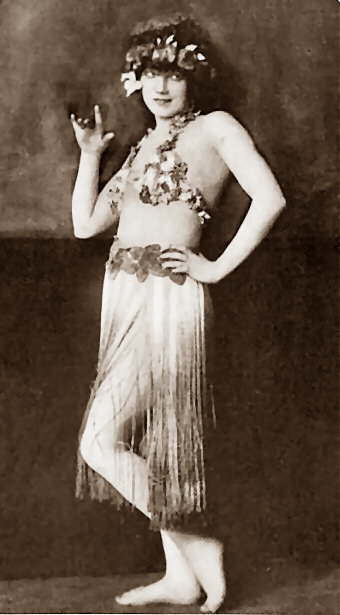
Gilda Gray como la Chica Hula-Hula Girl (Theatre Magazine, abril de 1922)

## Carrera
El deseo de continuar con su floreciente carrera (ella usó durante un tiempo el nombre artístico Mary Gray) y el empeoramiento de su relación marital hicieron que se decidiera a vivir en Chicago, ciudad en la que fue descubierta por un agente artístico, Frank Westphal, que la llevó a Nueva York, donde le presentó a su esposa, la cantante Sophie Tucker. Ésta la impulsó a cambiar su primer nombre por el de Gilda, en referencia a su cabello dorado. En 1919 actuaba en un show de J.J. Shubert, The Gaieties of 1919, y en 1920 encontró a un nuevo mánager, Gaillard T. "Gil" Boag. Tras ser vista por Florenz Ziegfeld, ella actuó en 1922 en el espectáculo Ziegfeld Follies, con el cual obtuvo una gran popularidad.
Tras divorciarse de su primer marido, en 1923 se casó con Gil Boag, actuando después en el género del vodevil y viajando a Hollywood, California. Se divorció cuatro años después, y abandonó el vodevil. A partir de entonces y hasta 1936 trabajó en varias producciones cinematográficas, interpretando en ellas su famoso shimmy. Jesse Lasky la contrató para actuar en Famous Players-Lasky, compañía para la cual rodó Aloma of the South Seas (1926), film que recaudó tres millones de dólares en sus primeros tres meses. El éxito de la cinta fue realzado por las actuaciones promocionales de Gray, en las cuales bailaba el shimmy. En 1927 actuó en dos películas más, The Devil Dancer y Cabaret.

## La Gran Depresión
Cuando se inició la Gran Depresión en 1929, Gilda Gray perdió la mayor parte de sus bienes personales, aunque consiguió ocuparse bailando en el Palace Theater de Nueva York. Ella también hizo actuaciones teatrales en Cleveland, y fue modelo para dos populares esculturas en cerámica realizadas por Waylande Gregory, "The Nautch Dancer," y "The Burlesque Dancer".
En los años siguientes ella intentó reanudar su carrera artística, pero la vuelta al estatus de estrella se vio impedida a causa de su mala salud. Además, en esa época había fallado su segundo matrimonio, en parte por motivos económicos y en parte por una aventura con su mánager teatral, Krepps.

## Vida tras la Gran Depresión
En 1931 sufrió un infarto agudo de miocardio, y al siguiente año anunció su compromiso con Art Jarrett, aunque finalmente abandonó sus planes matrimoniales. Sin embargo, el 23 de mayo de 1933 se casó con un diplomático venezolano, Hector Briceño de Saa, del que se separó dos años después, divorciándose la pareja en 1938.

## Patriota polaca
Durante la Segunda Guerra Mundial, Gray apoyó a Polonia, dedicándose incluso a la recaudación de fondos para el país. En 1953, Ralph Edwards dedicó su show televisivo, This Is Your Life, a la vida de Gray, mostrando su valor al trasladar a los Estados Unidos a seis ciudadanos polacos en la época de la Guerra Fría, a los cuales subvencionó su educación. Por todo ello, fue condecorada por Polonia "por su interés y ayuda a sus paisanos y a su país".

## Muerte
Gilda Gray se encontraba nuevamente con graves problemas económicos cuando, en 1959, a los 58 años de edad, falleció en Los Ángeles, California, a causa de un nuevo infarto de miocardio. Según un obituario publicado en el The New York Times, ella había vivido allí durante seis años con Antonio Raio, un capitán de bomberos de Warner Brothers, y su esposa. Gray había sufrido una intoxicación alimentaria cinco días antes de su muerte, y recibía tratamiento médico. Su funeral fue costeado por la Motion Picture & Television Fund. Fue enterrada en el Cementerio de Holy Cross, en Culver City.  

## Filmografía

### Actriz
- A Virtuous Vamp, de David Kirkland (1919)
- A Social Sleuth (1920)
- The Girl with the Jazz Heart, de Lawrence C. Windom (1921)
- Lawful Larceny, de Allan Dwan (1923)
- Aloma of the South Seas, de Maurice Tourneur (1926)
- Cabaret, de Robert G. Vignola (1927)
- The Devil Dancer, de Fred Niblo (1927)
- Piccadilly, de Ewald André Dupont
- He Was Her Man, de Dudley Murphy (1931)
- Rose Marie, de W. S. Van Dyke (1936)

### Documental
- Highlight: The Singing Cinema, de Denis Gifford (1964)

### Banda sonora
- Rose-Marie, de W. S. Van Dyke - intérprete de Some of These Days (1936)

## Teatro
- Shubert Gaieties of 1919
- Hello, Alexander
- Music Box Revue (1921)
- Snapshots of 1921
- Ziegfeld Follies of 1922 (Broadway, 5 de junio de 1922 – 23 de junio de 1923)
- Ziegfeld Follies of 1923 (Broadway,  25 de junio de 1923 - 15 de septiembre de 1923)
- Devil Dancer Play (1927)